# Laurent Leveneur
 (avril 2023).
Laurent Leveneur, né le 26 septembre 1959 à Caen, est un juriste et universitaire français. Spécialiste de droit civil et auteur d'ouvrages de référence en la matière, il est professeur des universités à l'université Paris-Panthéon-Assas dont il dirige le laboratoire de droit civil depuis 2001.

## Biographie

### Origines et formation
Né le 26 septembre 1959 à Caen (Calvados), Laurent Leveneur commence ses études de droit à l'université de Caen où il obtient successivement une licence et une maîtrise en 1980. Il est lauréat du concours général des facultés de droit et lauréat du prix de droit civil de la faculté de droit de Caen. Il poursuit son cursus à l'université de Paris-II où il obtient deux diplômes d'études approfondies, l'un en droit privé, l'autre en droit des affaires.
De 1983 à 1989, il exerce en tant qu'assistant au sein de cet établissement. En 1988, il soutient sa thèse sous la direction du professeur Michelle Gobert intitulée « Situations de fait et droit privé », laquelle est publiée en 1990 par la Librairie générale de droit et de jurisprudence. Son travail est récompensé par le prix Henri Capitant de la Chancellerie des Universités de Paris, le prix de thèse de l'université de Paris-II et le prix de thèse du Conseil supérieur du notariat.

### Carrière universitaire
En 1989, il devient agrégé des facultés de droit à l'issue du concours national d'agrégation de droit privé dont il sort premier. Partant, il exerce comme professeur des universités à l'université de Caen jusqu'en 1992.
Depuis 1992, il enseigne à l'université Paris-Panthéon-Assas. Il est vice-président de l'université de 2018 à 2020, membre du conseil d'administration de 1996 à 2017, président du département de droit privé de 2007 à 2016, directeur de l'unité de formation et de recherche (UFR) de troisième cycle de droit et science politique de 1998 à 2009, directeur de l'UFR de capacité et de premier cycle de droit et science politique de 2010 à 2014 et responsable de l’action internationale dans le domaine des sciences juridiques pour la zone Asie de 1998 à 2002.
Fin 2020, il se porte candidat à la présidence de l'université Paris-Panthéon-Assas mais est battu par Stéphane Braconnier.
Il dirige le master 2 Droit privé général, à finalité recherche, ainsi que le master 2 Droit des assurances dispensé en formation continue. Il dirige de plus, depuis 2001, le Laboratoire de droit civil, unité de recherche dont la vocation est, outre l'accueil des doctorants de l'établissement, de rassembler les enseignants et chercheurs de l'université spécialistes de droit civil, dont les professeurs Pierre Catala, Gérard Cornu, Jean Foyer, Philippe Malaurie, Yves Lequette, François Terré et Bernard Teyssié.

### Responsabilités administratives
Sur le plan national, il est membre du Conseil national des universités de 1992 à 1999, membre du jury du concours d'entrée à l'École normale supérieure de Rennes (droit-économie) de 1997 à 2000, du jury du concours national d'agrégation de droit privé et sciences criminelles de 2002 à 2003 ainsi que du jury de l'examen d’accès au centre régional de formation professionnelle d’avocats (CRFPA).
Il préside le Bureau central de tarification, autorité administrative indépendante dans le domaine des assurances, depuis janvier 2006.
Par ailleurs, il est co-directeur de collection du JurisClasseur Civil code depuis janvier 2013, membre du conseil d'administration de l'Institut national des formations notariales et du conseil d'administration de la Fondation des notaires de France. Il est directeur de collection des JurisClasseurs contrats-distribution et concurrence-consommation de 1999 à 2013, conseiller scientifique et rapporteur de synthèse du 107e Congrès des notaires de France sur le financement de 2010 à 2011, membre suppléant du Comité des entreprises d’assurances de 2004 à 2010, membre de la Commission des clauses abusives de 1992 à 2008, membre du Comité consultatif pour la protection des personnes dans la recherche biomédicale de Paris-Necker de 1998 à 2008 et membre du groupe de rédaction de l’Avant-projet de réforme du droit des obligations et de la prescription sous la direction de Pierre Catala de 2003 à 2004.
Depuis 2008, le Code civil des éditions LexisNexis est annoté sous sa direction. Il dirige également le comité d'annotation du Code de la consommation, chez le même éditeur, depuis 2003.

### Prises de position
En 2013, il co-signe avec plusieurs autres professeurs de droit une tribune critiquant la loi portant ouverture de l'adoption aux personnes de même sexe du fait qu’elle ouvrirait la voie à un « marché des enfants » et à l’esclavage moderne des femmes,.
En 2022, un enseignant de l'université Paris-Panthéon-Assas critique anonymement un énoncé de cas pratique rédigé par Laurent Leveneur, mettant en scène un homme désirant changer de sexe et concourir dans des compétitions sportives féminines, qu'il juge transphobe. L’université répond que l’énoncé en question « se borne, de manière parfaitement classique, à poser aux étudiants une question rencontrée à plusieurs reprises dans l'actualité récente, aux fins d'en éprouver le traitement juridique, sans aucune connotation politique ou morale » et qu’aucune règle légale ou déontologique n’a été enfreinte.

### Vie privée
Il est marié à Sabine Mazeaud-Leveneur, professeur de droit civil à l'université Paris-Est-Créteil, laquelle est elle-même la petite-fille du professeur de droit Léon Mazeaud.

## Dans les médias
En qualité de président du Bureau central de tarification, une partie du magazine d'investigation Envoyé spécial, diffusé le 13 avril 2023 sur France 2, lui est personnellement consacrée dans le cadre du reportage consacré aux assureurs.

## Décorations
- Chevalier de l'ordre national du Mérite (2021).

## Publications

### Thèse
- L. Leveneur, Situations de fait et droit privé, LGDJ, 1990, préf. M. Gobert.

Il a dirigé de très nombreuses thèses, parmi lesquelles :
- N. Allix, La sanction pécuniaire civile, LGDJ, 2022, préf. L. Leveneur.
- C.-M. Péglion-Zika, La notion de clause abusive, LGDJ, 2018, préf. L. Leveneur.
- H. Dieu Tran, Les opérations tontinières d'épargne, éditions Panthéon-Assas, 2014, préf. L. Leveneur.
- B. Demont, L'aléa dans le contrat d'assurance, Institut Universitaire Varenne, 2013, préf. L. Leveneur.
- J. Garrigues, Les devoirs conjugaux, éditions Panthéon-Assas, 2012, préf. L. Leveneur.
- C.-É. Bucher, L'inexécution du contrat de droit privé et du contrat administratif, Dalloz, 2011, préf. L. Leveneur.
- T. Piazzon, La sécurité juridique, Defrénois, 2009, préf. L. Leveneur.
- T. Génicon, La résolution du contrat pour inexécution, LGDJ, 2007, préf. L. Leveneur.
- C. Bernard, La paternité en droit français, Imprimerie La Mouette, 2002, 515 pages, préf. L. Leveneur.
- A. Debet, L'influence de la Convention européenne des droits de l'homme sur le droit civil, Dalloz, 2002, préf. L. Leveneur.
- L. Gareil, L'exercice de l'autorité parentale, LGDJ, 2001, préf. L. Leveneur.

### Ouvrages
- L. Leveneur et S. Mazeaud-Leveneur, Droit des biens, 2021, LexisNexis, 305 pages.
- L. Leveneur et Y. Lambert-Faivre, Droit des assurances, 12, 13 et 14es éd., 2005, 2011 et 2017, 930 pages.
- L. Leveneur (dir.), Code civil annoté, 2008 à 2022, Litec/LexisNexis, 3653 pages.
- L. Leveneur (dir.), Code de la consommation annoté, 2003 à 2022, Litec/LexisNexis, 2229 pages.
- L. Leveneur et C.-M. Péglion-Zika (dir.), QPC et droit privé, 2019, Dalloz.
- L. Leveneur (dir.), Les nouveaux biens, 2019, Dalloz.
- L. Leveneur et Y. Lequette (dir.), Le code civil : 1804-2004 un passé, un présent, un avenir, Dalloz, 2004, 1059 pages.
- L. Leveneur, Droit des contrats, 10 ans de jurisprudence commentée, 1re et 2e éd., 2001 et 2002, Litec, 664 pages.
- L. Leveneur et H. Mazeaud, Droit civil, 2e éd., Montchrestien, 2000, Collection des exercices pratiques, 286 pages.
- L. Leveneur, H. Mazeaud et S. Mazeaud-Leveneur, Droit civil. Régimes matrimoniaux et successions, 2e éd., 2000, LGDJ, 288 pages.
- H. L. et J. Mazeaud, par L. Leveneur et S. Mazeaud-Leveneur, Leçons de droit civil, Successions-Libéralités, t. IV, vol. II, 5e éd., 1999, Montchrestien, 1001 pages.
- H. L. et J. Mazeaud, par L. Leveneur, Leçons de droit civil, La famille, t. I, vol. III, 7e éd., Montchrestien, 1995, 866 pages.

### Articles et conférences
- L. Leveneur, « La liberté contractuelle en droit privé : les notions de base (autonomie de la volonté, liberté contractuelle, capacité...) », L'Actualité juridique. Droit administratif, n° 9, 1998, p. 676.
- L. Leveneur, « Conséquences de l'annulation d'un acte détachable », L'Actualité juridique. Droit administratif, n° 2, 1998, p. 161.
- L. Leveneur, « Présentation générale de la réforme du droit des contrats, du régime général et de la preuve des obligations », CCC 2016, dossier 2, p. 6 à 16.
- L. Leveneur, «Loi de ratification de l’ordonnance de réforme du droit des contrats et des obligations : des ajustements certes importants, mais pas de bouleversement », CCC 2018, étude 11, p. 6 à 11 et JCP N 2018, n° 752.
- L. Leveneur, « QPC et droit privé ». Paris, le 04 juin 2018.
- L. Leveneur, « La détermination du prix dans les contrats : une double approche », in Mélanges Bernard Teyssié, LexisNexis, 2019, p. 1057 à 1072
- L. Leveneur, J.-J. Ansault, Th. Bonneau et C. Brenner, « Pierre Crocq (1959-2019) », Recueil Dalloz, n° 28, 2019, p. 1546.
- L. Leveneur, « Pierre Crocq », RTDCiv., n° 3, 2019, p. I.
- L. Leveneur, « Introduction générale et présidence » des tables rondes du colloque Le juge et le régulateur: concurrence ou complémentarité, AJAR (association des juristes d’assurance et de réassurance), Paris, 25 janv. 2019.
- L. Leveneur (dir.), La filiation, un lien en quête d’identité, Paris, 9 avril 2019, Dossier in Droit de la famille, n° spécial, janv. 2020
- L. Leveneur, « L’originalité du régime des contrats privés des personnes publiques », RFDA oct. 2020, p. 957 à 961.
- L. Leveneur, « Crise sanitaire et contrats ». Paris, le 16 octobre 2020.
- L. Leveneur, Crise sanitaire et contrats (colloque), Cour de cassation, 16 oct. 2020.
- L. Leveneur, « Synthèse » in Le patrimoine numérique (colloque), Cour de cassation, 5 mars 2021. L. Leveneur, « Les métamorphoses du droit civil ». Paris, le 02 décembre 2021.
- L. Leveneur, « L’appréhension de l’environnement par le droit privé », en visio-conférence, le 05 mai 2021
- L. Leveneur, Communication au colloque Les pertes d’exploitation à l’ère de la covid-19, Paris 2, 14 avril 2021
- L. Leveneur (dir.), L’appréhension de l’environnement par le droit privé (colloque), Paris, 5 mai 2021, Dossier in Energie-Environnement-Infrastructures, n° spécial, janv. 2022.
- L. Leveneur, « Le droit des contrats spéciaux : une réforme à venir ». Nantes, le 14 juin 2022.
- L. Leveneur, « L'appréhension de la vulnérabilité par le droit privé ». Paris, le 16 mai 2022.
- L. Leveneur, « Les droits des personnes », in Dossier sur la loi du 24 août 2021 confortant le respect des principes de la République, RFDA 2021, p.831 à 834.
- L. Leveneur (dir.), Regards comparés sur les enjeux contemporains du droit des personnes et de la famille (colloque), Cour de cassation, 8 octobre 2021

### Annotations de jurisprudence
Depuis janvier 1991, il dirige une rubrique mensuelle de droit des contrats dans la revue Contrats, concurrence et consommation. Dans ce cadre, il a annoté plus de 1300 décisions dans la rubrique « contrats » qui lui incombe entièrement.